# Сан Карло (Палермо)
Сан Карло је насеље у Италији у округу Палермо, региону Сицилија.
Према процени из 2011. у насељу је живело 144 становника. Насеље се налази на надморској висини од 240 м.